# Шведенплац
Шведенплац (нім. Schwedenplatz) — площа у центральній частині Відня, Австрія.
На цій площі знаходиться станція Schwedenplatz Віденського метрополітену лінії U1 і U4.
2 листопада 2020 року на площі стався напад на синагогу.